# Atletismo nos Jogos Pan-Americanos de 1987 - 10000 m masculino
A prova dos 10000 m masculino nos Jogos Pan-Americanos de 1987 foi realizada em 12 de agosto em Indianápolis, Estados Unidos.

## Medalhistas
| Ouro                              | Prata                    | Bronze                 |
| Bruce Bickford USA Estados Unidos | Rolando Vera ECU Equador | Paul McCloy CAN Canadá |

## Final
| Posição           | Nome              | Nacionalidade      | Tempo    | Notas |
| ----------------- | ----------------- | ------------------ | -------- | ----- |
| Medalha de ouro   | Bruce Bickford    | USA Estados Unidos | 28:20.37 | GR    |
| Medalha de prata  | Rolando Vera      | ECU Equador        | 28:22.56 | NR    |
| Medalha de bronze | Paul McCloy       | CAN Canadá         | 28:38.07 |       |
| 4                 | Omar Aguilar      | CHI Chile          | 29:06.48 |       |
| 5                 | Domingo Tibaduiza | COL Colômbia       | 29:34.21 |       |
| 6                 | José Luis Chuela  | MEX México         | 29:36.14 |       |
| 7                 | Hugo García       | GUA Guatemala      | 29:36.43 |       |
| 8                 | Roger Soler       | PER Peru           | 29:50.21 |       |
| 10                | Néstor Jami       | ECU Equador        | 30:40.50 | [ 2 ] |